# Allopauropus siamensis
Allopauropus siamensis är en mångfotingart som först beskrevs av Hansen 1901.  Allopauropus siamensis ingår i släktet småfåfotingar, och familjen fåfotingar. Inga underarter finns listade i Catalogue of Life.